# Corredor Ecológico Nordeste
O Corredor Ecológico do Nordeste (CEN) refere-se a um lugar designado como uma reserva natural localizada na costa nordeste de Porto Rico, entre as cidades de Luquillo e a área de Fajardo. Especificamente, o CEN está localizado a oeste da praça da aldeia de Luquillo e a leste pelo Seven Seas Spa. Ao sul, é limitado pela rodovia PR #3 e a norte pelo Oceano Atlântico. Foi declarado como área protegida pelo governador de Porto Rico, Aníbal S. Acevedo-Vila, em abril de 2008, uma decisão anulada pelo governador Luis G. Fortuño-Burset, em outubro de 2009. Embora parcialmente restabelecido, devido a uma lei aprovada em junho de 2012, foi re-designado como uma reserva natural, depois de uma forte aclamação pública, mas apenas com dois terços de seu tamanho original. Em 2013, o governador Alejandro Garcia-Padilla assinou uma lei declarando como reservas naturais 100% das terras do CEN. A área tem 1.202 hectares (2.970 acres), e inclui uma variedade de ecossistemas como florestas, pântanos, praias, comunidades de corais e uma lagoa com bioluminescência intermitente. O Corredor também é o lar de 866 espécies de flora e fauna, das quais 54 são consideradas elementos críticos, ou seja, espécies raras, ameaçadas e endêmicas, assim classificadas pelo Departamento de Recursos Naturais e Ambientais (DRNA) de Porto Rico. Algumas dessas espécies, também são consideradas em estado crítico, como designado pela União Internacional para a Conservação da Natureza e dos Recursos Naturais (UICN). Estes incluem, entre outras, as espécies ameaçadas de extinção, acordo com o governo federal dos Estados Unidos, tais como, o pombo comum, a tarambola branca (Snowy Plover), a jibóia porto-riquenha, a tartaruga-de-pente e o peixe-boi-marinho das Índias Ocidentais. As praias do CEN tem 8,74 quilômetros (5,43 milhas) estendendo-se ao longo de áreas importantes para nidificação das tartarugas marinhas de couro (também conhecida como tartaruga-gigante, tartaruga-de-cerro ou tartaruga-de-quilha) (Dermochelys coriacea). Sua época de nidificação começa por volta de abril de cada ano.

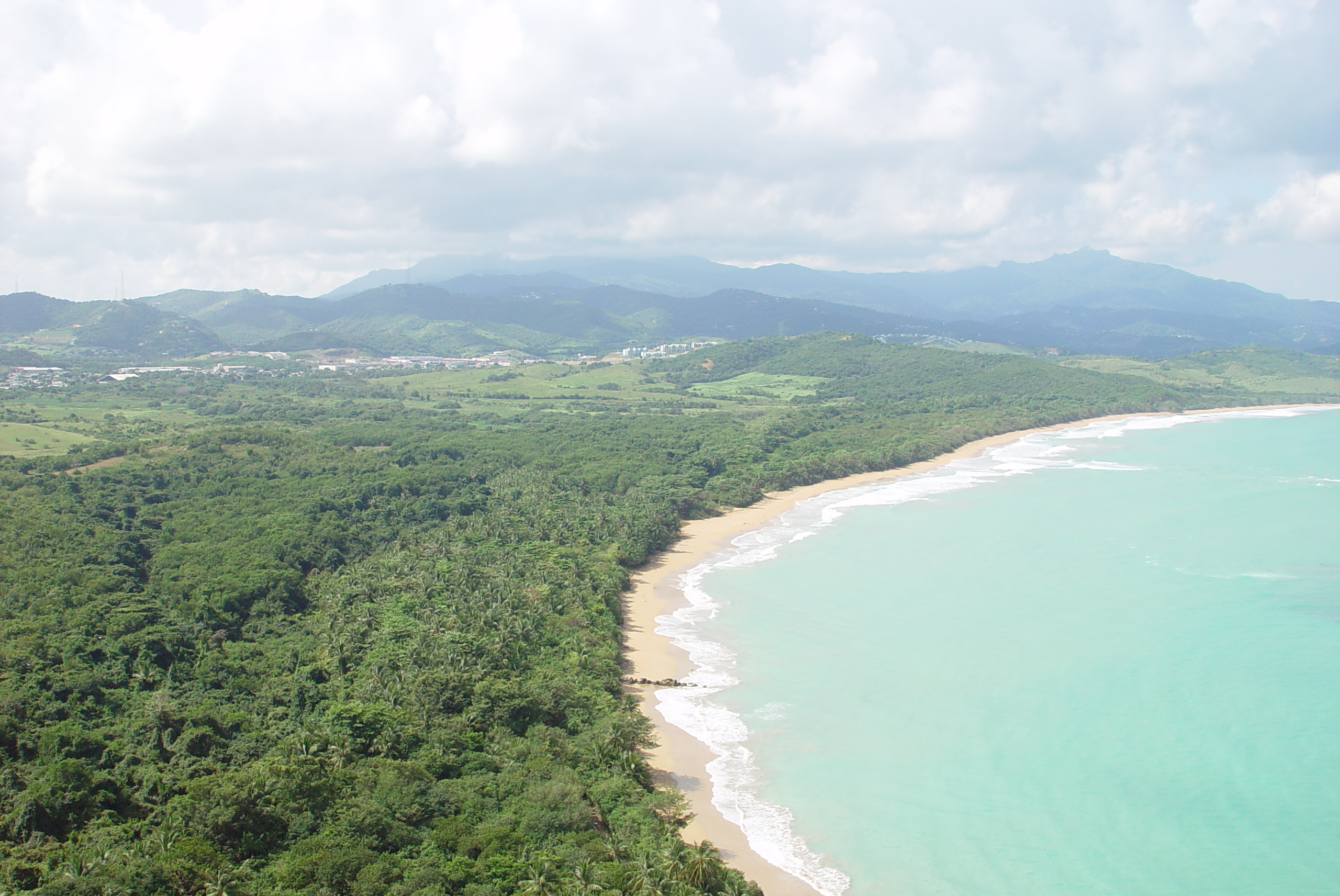
Praia El Convento no Corredor Ecológico do Nordeste (Fajardo, Porto Rico) e da vista panorâmica de El Bosque Nacional El Yunque em segundo plano

A campanha popular começou na década de 90 por cidadãos preocupados e acabou por ser liderada pelo recém-formado Capítulo de Puerto Rico del Sierra Club e outras organizações-membro deste, desde 2004, com o objetivo de preservar o CEN. Estas organizações se uniram para formar a Coalizão para o Corredor Ecológico do Nordeste em 2005, com a intenção de coordenar melhor os seus esforços. Seguiu-se a adoção de uma estrutura formal em outubro de 2011. Os membros da Coalizão fizeram uso de uma campanha de mídia e de ações judiciais para impedir construções na área. A designação do CEN como uma reserva natural foi alcançada em 2008, mas desfeita em 2009. Em novembro de 2010, o Conselho de Planejamento de Porto Rico (Junta de Planificación de Puerto Rico ou JP) divulgou seu plano, que foi conhecido como Área de Planejamento Especial da Grande Reserva do Corredor Ecológico do Nordeste. De acordo com seus documentos iriam aumentar a área protegida para 1.621 hectares (4.006 acres). No entanto, os membros da Coalizão para o Corredor Ecológico do Nordeste indicaram que algumas das áreas designadas no âmbito do plano do JP de 2010, são suscetíveis a inundações, portanto já gozam de estatuto próprio de proteção. Assim sendo, a proteção dessas áreas novamente, tornam-se desnecessárias. Além disso, no plano, eles deixaram desprotegidos 177 hectares (438 acres) de terra ecologicamente sensível. Exatamente onde as construtoras teriam proposto a construção de vários mega resorts. Em janeiro de 2012, o Tribunal de Porto Rico emitiu uma ordem que proibia temporariamente a concessão de licenças de construção para projetos propostos dentro da reserva, neste momento inexistente, enquanto o tribunal trabalhava para emitir seu veredicto final. Esta decisão foi então anulada pelo Supremo Tribunal de Porto Rico, pouco depois, para dar espaço para a lei 2.012 que protege as terras públicas do CEN, equivalentes então a 792 hectares (1.957 acres), ou dois terços da sua designação original. Mais tarde, em 2013, outra lei foi assinada, revisando a lei anterior, dando ao CEN o estatuto de reserva natural e devolvendo seu espaço ao tamanho original.

## Ecologia

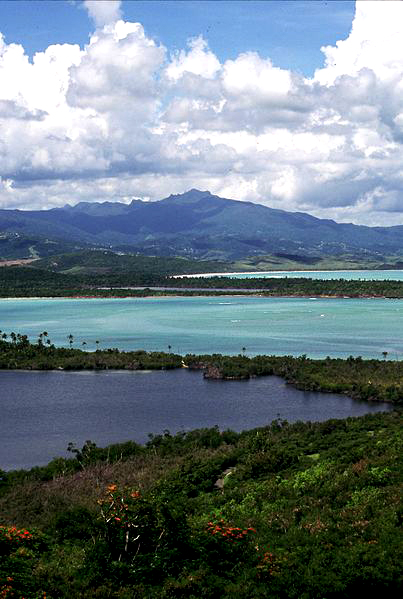
Vista do Corredor Ecológico do Nordeste e a Floresta Nacional El Yunque, visto a partir da Reserva Natural As Cabezas do San Juan. No primeiro plano é a lagoa Grande (lagoa bioluminescente), seguido por Praia Seven Seas, a lagoa de Água Prietas, e Praia e El Convento

Cinquenta e quatro espécies importantes, raras, endêmicas e ameaçadas de extinção vivem nesta área e dependem da integridade natural da área para sua subsistência. O corredor também é ecologicamente importante, pois garante a interface entre a floresta tropical montanhosa da Floresta Nacional El Yunque e florestas secas encontrados no sopé costeiras, através de um corredor de apenas 21 quilômetros (13 milhas) comprimento. Tal o caso, em uma área tão limitado, é extremamente rara em todo o mundo. A localização do CEN, no sopé da Floresta Nacional El Yunque - Reserva da Biosfera pela Organização das Nações Unidas e que a única floresta tropical no Sistema EUA Floresta Nacional - acrescenta ao seu valor natural e singularidade.
O CEN contém uma representação de todas as zonas húmidas costeiras encontrados em Porto Rico, como as comunidades de corais, sargaços, manguezais, florestas, pântanos Pterocarpus, pântanos, e um crescimento da floresta perene sobre 70 eo Laguna Água Prietas, onde dependendo da salinidade, o fenômeno da bioluminescência pode ocorrer. De acordo com o sistema de classificação de zonas de vida Holdridge, CEN contém áreas identificadas como floresta húmida subtropical e floresta seca subtropical. É importante ressaltar que todos os ecossistemas identificados em Porto Rico são representados em uma região de apenas 21 km (13 mi) de comprimento, formado pelo Corredor Ecológico do Nordeste, Reserva Las Cabezas de San Juan Natureza e Floresta Nacional El Yunque. Mudanças na precipitação, temperatura e altitude são observados em toda a área é um dos gradientes ambientais mais pronunciados no Caribe.
Três zonas geo-climáticas foram identificados dentro do CEN, que são: floresta seca subtropical em solo aluvial e outros sedimentos não consolidados, floresta subtropical úmido em aluviões e outros floresta subtropical não consolidada e rocha vulcânica que tenha sido alterado sedimentos hydrotermalmente. De acordo com as descrições de Lugo, AE de 2005, o CEN, há quatro tipos de florestas: florestas secas costeiras em substrato vulcânico, florestas úmidas e secas dos vales aluviais, florestas tropicais costeiras em substrato arenoso e florestas tropicais planície em substrato vulcânico.
O Projeto GAP Analysis para Porto Rico no CEN identificou 29 das 70 classes de cobertura terrestre definidos para a ilha, dos quais 26 correspondem às principais classes de vegetação natural. Importante ecossistemas localizados nas planícies costeiras e baixas colinas do CEN, representam uma das regiões mais afetadas pelas atividades antrópicas em Porto Rico. Hoje, esta área fisiográfica é um dos menos protegidos na ilha. Assim, defensores do status de proteção para o CEN afirmou que a designação reserva natural foi uma oportunidade para preservar a integridade ecológica desse importante ecossistema, enquanto a fragmentação do habitat é evitado, um dos principais argumentos que levaram à a criação da Reserva Natural em 2013.

### Flora

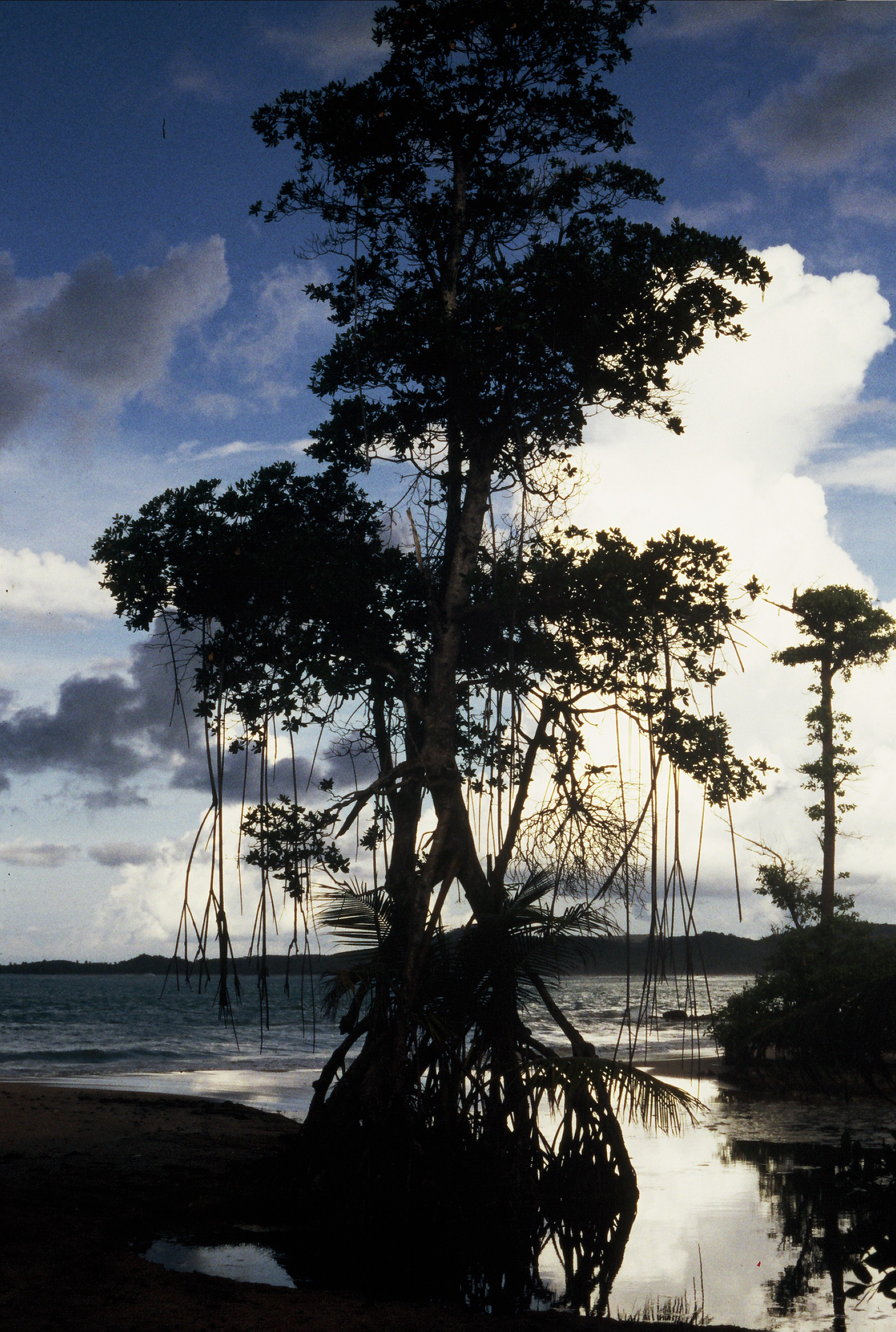
Mangue-vermelho (Rhizophora mangle) na foz do rio Juan Martín.

A vegetação natural é classificado como típico de florestas secas, cerrados, pastagens e zonas húmidas. Quatrocentos e oitenta e oito espécies contidas em 96 famílias de plantas são descritos na CEN. Nove delas são endêmicas, 400 são espécies nativas e 77 introduzidas. A família Fabaceae é a mais diversificada, com 65 espécies, seguida por Poaceae com 41. Onze espécies são classificadas como críticas pelo Programa do Patrimônio Natural do Departamento de Recursos Naturais e Meio Ambiente, incluindo: arana (Schoepfia arenaria), o cobana preto (Stahlia monosperma), o matabuey (Goetzea elegans) e guayabote de costa, ou guayabacón de Fajardo (Eugenia fajardensis), uma espécie cuja distribuição é atualmente parte limitada Fajardo localizado no Corredor Ecológico do Nordeste e as ilhas de Vieques e Culebra.

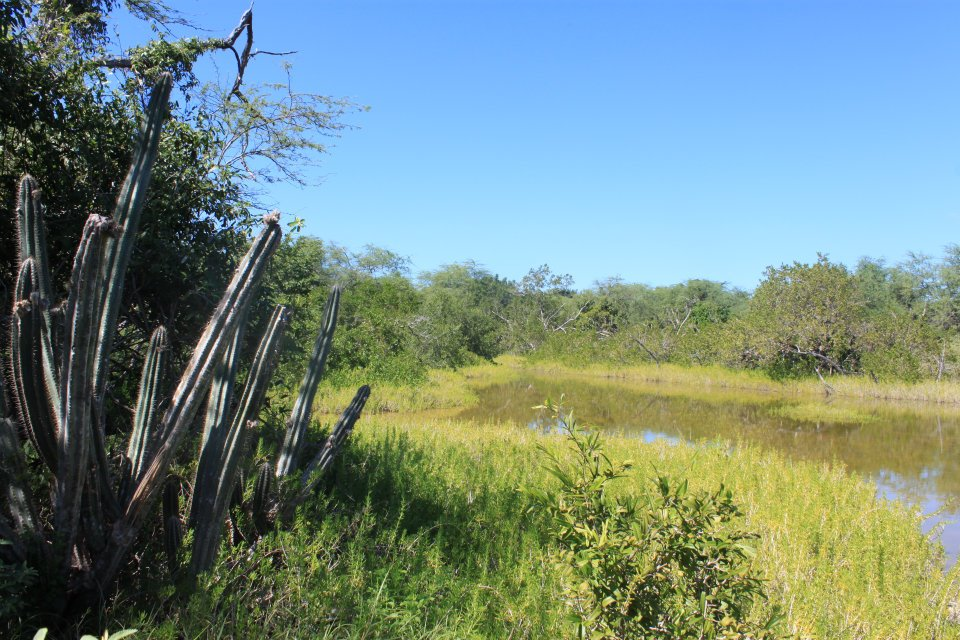
Vegetação do Corredor Ecológico do Nordeste.

Em promontórios costeiros CEN leste pode observar resistente a ventos salgados subarbustos típicos, tais como as áreas costeiras da vida selvagem. Nas praias de espécies CEN também residir como algumas variedades de cactus, o tintillo (Randia aculeata), a alelí (Plumeria alba) e uva-da-prai (Coccoloba uvifera) e outra praia vegetação espinhosa. As quatro espécies de manguezais nativos de Porto Rico estão no CEN, estes são o mangue-vermelho (Rhizophora mangle), mangue preto (Avicennia germinans), mangue-branco (Laguncularia racemosa) e botão de mangue (Conocarpus erectus) .
Para a parte ocidental da CEN no segmento conhecido como El Convento é um crescimento evergreen floresta costeira de pelo menos 70 anos. Algumas das espécies encontradas aqui são a jiote (ou índio nu) (Bursera simaruba), white oak (Tabebuia heterophylla) e ortegón (Coccoloba rugosa). Mais a oeste é o setor Las Paulinas onde a planície costeira por uma mata ciliar ao longo das margens do rio Juan Martin viaja. Na foz deste rio é uma das poucas florestas Bloodwood (sangue de dragão) (Pterocarpus officinalis) restantes em Porto Rico.

### Os fungos e líquenes
O micro-clima quente no Corredor Ecológico do Nordeste oferece um terreno ideal para fungos que, quando combinado com algas dão origem a líquenes. A maioria das florestas são relativamente jovens CEN (possivelmente entre 20 e 60 anos) e tem uma composição de espécies que é característica das florestas tropicais costeiras que foram perturbados em outras partes do Puerto Rico. É possível que as atividades antrópicas como a agricultura, o desmatamento ea recorrência de incêndios no CEN ter sido o mais limitante para o desenvolvimento de florestas maduras dos fatores.
Esses fatores têm influenciado a flora líquen da região, que é dominada por espécies de líquenes incrustantes seguidas por espécies foliose. Apenas um Ramalina fruticose líquen pertencente ao gênero foi observado no CEN. Entre os mais proeminentes são várias espécies de líquenes foliáceos Parmotrema, Pyxine e Physcia atrostriata gênero comum. Líquenes incrustantes corticosos fornecer o maior número de espécies de plantas no Corredor líquen. Estas são as espécies mais importantes dentro dos gêneros Graphis, Arthonia, Glyphis, Opegrapha, Chrysothrix, Cryptothecia e Trypethelium. Várias espécies de líquenes saxícola foram observados em áreas naturais dentro do CEN entre o que é uma espécie de Lecanora e vários Pyxine. Uma espécie tem sido observada Bacidia crescer na serapilheira em algumas áreas do CEN, especialmente nas colinas e outras áreas de maior elevação. Ramos de Espinillo branco (Acacia caven) são particularmente ricos em incrustantes cobertura líquen, especialmente das espécies dentro da família Graphidaceae.

### Fauna

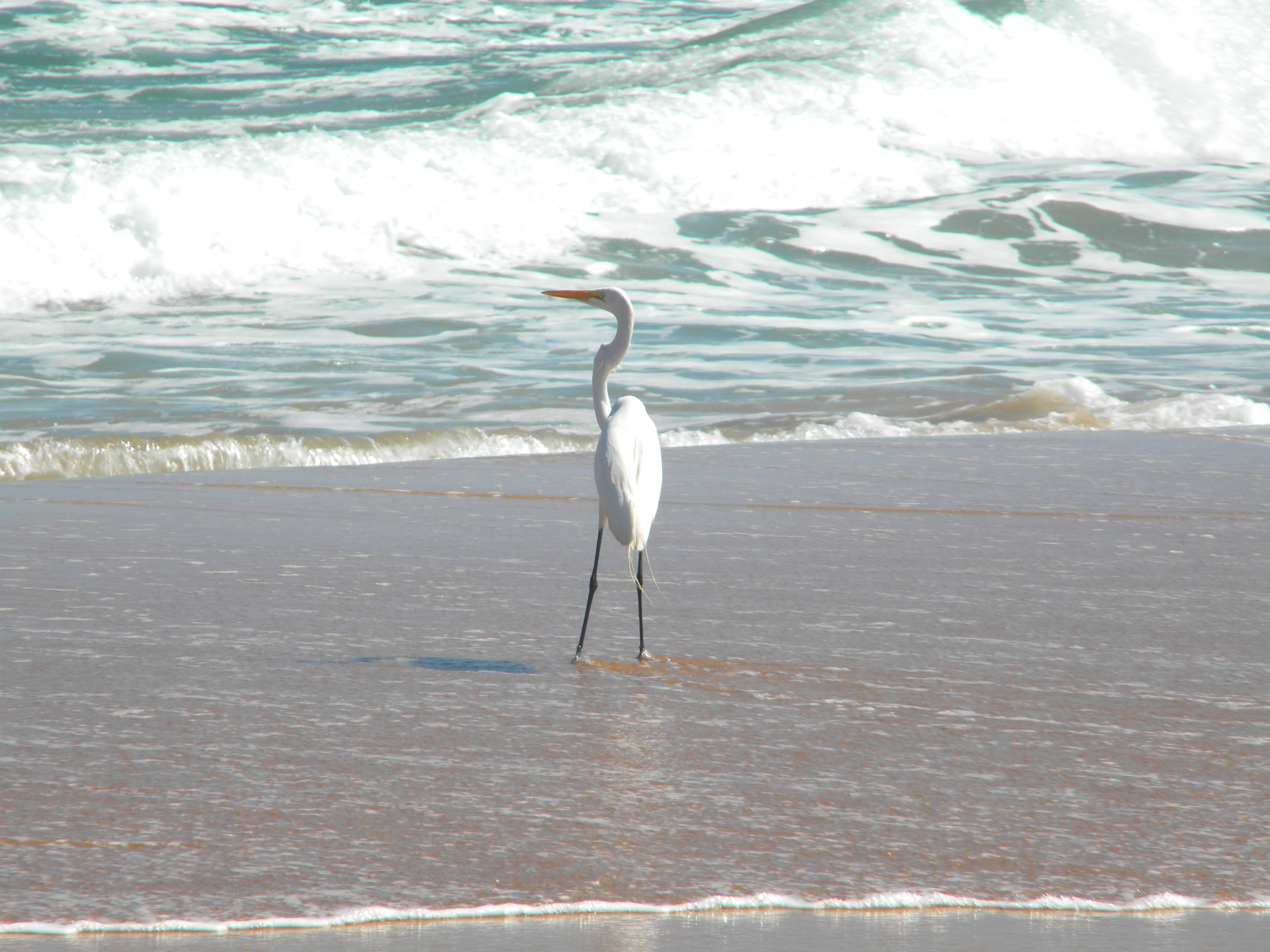
Garça-real-branca (Ardea alba) na praia de São Miguel, no extremo oeste do Corredor Ecológico Nordeste

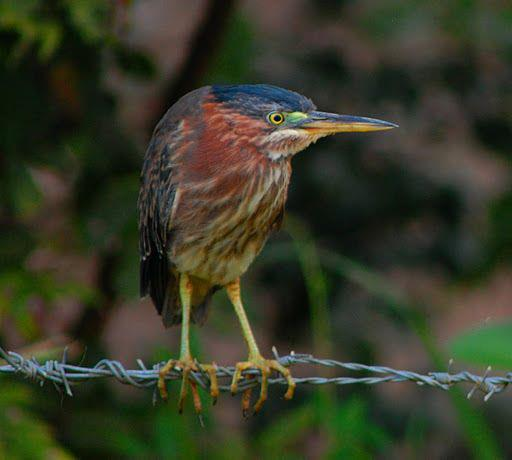
Garça-verde (Butorides virescens) no Corredor Ecológico Nordeste

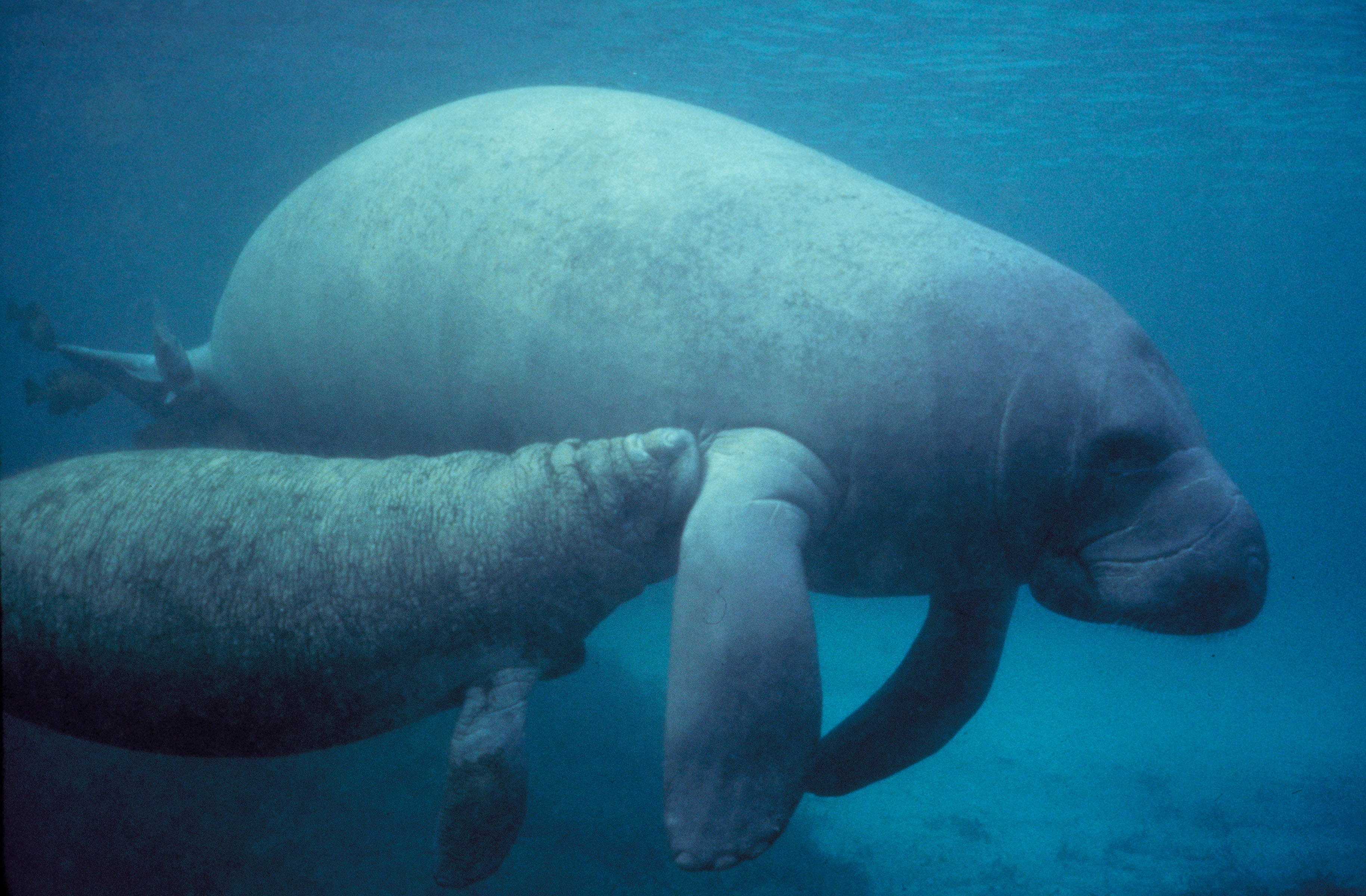
O peixe-boi (Trichechus manatus manatus), um mamífero aquático que está em perigo de extinção.

Muitas espécies de mamíferos, aves, répteis e anfíbios fazem a sua casa no Corredor Ecológico Nordeste. Alguns deles, como a boa porto-riquenho, o peixe-boi das Índias Ocidentais eo couro (tartaruga de couro), ameaçada de extinção. Também vale a pena mencionar que uma espécie de dinoflagelados, Pyrodinium das Bahamas está nas Prietas águas da lagoa e pode ser responsável por episódios esporádicos de bioluminescência neste corpo de água. La Laguna Grande, fora do CEN, a oeste, é bioluminescente ano todo, devido à Pyrodinium bahamense.
O grupo de invertebrados é representado por cinco filos, 89 famílias e 188 espécies, das quais 13 são endêmicas, 98 espécies nativas e 12 exóticas, 65 são de origem desconhecida. Os mais diversos grupos de invertebrados são borboletas (Lepidoptera) com 34 espécies, das quais três são endêmicas, e aracnídeos, com 30 espécies, das quais seis são endêmicas. Quanto aos subgrupos, as 188 espécies de invertebrados encontradas no CEN podem ser divididas da seguinte forma: esponjas (Porifera): 1, Cnidaria: 12, moluscos (Mollusca): 9, anelídeos (Annelida): 1, arácnidos (Arachnida): 30, crustáceos (Crustacea): 18, milípedes (Diplopoda): 6, Odonata: 8, baratas (ou blatodea) (Blattodea): 5, cupins (Isoptera, Isoptera, agora reconhecido como uma infraordem da ordem Blattodea): 1, Orthoptera: 5, fasmídeos (ou bichos-pau) (Phasmatodea): 2, hemípteros (ou percevejos) (Hemiptera): 5, Homoptera: 6, besouros (Coleoptera): 9, Hymenoptera: 18, dípteros (Diptera): 15, lepidópteros (ou borboletas) (Lepidoptera): 34, efêmeros (efêmeras ou cachipollas) (Ephemeroptera): 1, equinodermos (Echinodermata): 2.
A maioria dos peixes do CEN têm valor comercial e de lazer, como mangues funcionam como berçários para espécies de peixes juvenis. Este grupo tem 36 espécies nativas dos quais quatro são de água doce e marinha 32. Algumas espécies como a tainha-montanhesa (Agonostomus monticola) e do setí (Sycidium plumieri) são espécies anfidrómicos, o que significa que as crianças viajar rio acima para se alimentar e se reproduzir em água doce, e suas viagens larvas jusante para chegar eastuarios ou do oceano onde eles completam seu desenvolvimento.
Três famílias de anfíbios encontrados na CEN: Bufonidae, Ranidae, e Leptodactylidae, o mais diversificado. Das sete espécies observadas, cinco são classificados como endêmica e duas como introduzidas. O primeiro grupo inclui quatro espécies de sapo coqui (pertencentes ao gênero Eleutherodactylus) e sapo branco de lábios (Leptodactylus albilabris), todos da família Leptodactylidae, enquanto o segundo grupo inclui o sapo-cururu (também conhecido como sapo marinha) (Rhinella Marinha) (ex- Bufo marinus) e rã-touro (Lithobates catesbeianus) (ex- Rana catesbeiana). Todas estas espécies são comumente encontrados nas planícies de Porto Rico.
Dos oito famílias de répteis presentes no CEN, Gekkonidae e Polychrotidae têm o maior número de espécies. O primeiro inclui duas lagartixas, e três salamanquitas, a segunda família é composta por cinco espécies de lagartos. Do número total de espécies de répteis documentados no CEN, 11 são endêmicas, cinco nativa e dois introduzidos. Uma espécie de iguana e dois tipos de boas introduzidas também foram avistados. Duas tartarugas: a tartaruga jicotea (Trachemys stejnegeri stejnegeri) e tartaruga-do-ouvido-vermelho (Trachemys scripta elegans), e duas espécies de tartarugas marinhas: a-de-pente (Eretmochelys imbricata) e couro (Dermochelys coriacea), que vivem nesta área. O couro tornou-se a espécie emblemática do Corredor. Da espécie introduzida encontrado no iguana verde CEN (Iguana iguana) é realçado. Este réptil é nativa da América Central e do Sul e foi introduzida para Porto Rico na década de setenta por lojas de animais. Atualmente eles são considerados uma praga.
O grupo das mais diversas espécies de vertebrados terrestres são aves documentadas. Este taxon é representado por 16 ordens, 43 famílias e 123 espécies. Das 123 espécies relatadas até o momento, nove são endêmicas, 59 residentes, 39 migratórias e 16 introduzidas . A ordem Passeriformes compreende a maioria das famílias, enquanto a família Scolopacidae tem o maior número de espécies, incluindo 15 espécies de aves marinhas. Um total de 16 elementos críticos são contados nesse grupo, incluindo o Pato de assobio das Índias Ocidentais (ou yaguasa de pico preto) (Dendrocygna arborea), o pato branco de rosto (Anas bahamensis), a tarambola Kentish (Charadrius alexandrinus), Sandpiper (Charadrius melodus), andorinha do mar róseo (Sterna dougallii), galeirão Caribe (ou piciplata) (Fulica caribaea), o pombo comum (Patagioenas inornata wetmorei) é pombo endêmica e coroniblanca (Patagioenas leucocephala). Outras espécies de aves comuns que podem ser vistos nas praias do CEN incluem Snowy Egret (Ardea alba) e Blue Heron (Ardea herodias). Uma variedade de patos também podem ser encontradas para incluir pato zarcel (Anas discors), Pato chorizo (Oxyura jamaicensis), juntamente com o pico yaguasa de pato preto e branco com cara acima mencionado. O pelicano marrom (Pelecanus occidentalis) também está localizado nesta área.
Mamíferos são representados por seis espécies contidas em seis famílias. Três dessas espécies são nativas: bastão de cobertura (Molossus molossus), morcego comum Orchard (Artibeus jamaicensis) e peixe-boi das Índias Ocidentais (Trichechus manatus manatus). Este último é um mamífero marinho em perigo usando erva marinha para abrigo e alimento. Entre os espécie introduzida, a presença de pequeno mangusto asiático (Herpestes javanicus), introduzido pelos espanhóis para o controle de pragas tornou-se uma ameaça à espécies nativas e endêmicas. Gatos (Felis silvestris catus) e ratos (Rattus norvegicus), também têm sido observadas em razão da CEN. 

#### Tartaruga-Gigante
O couro (ou tartaruga-gigante) (Dermochelys coriacea) é a maior de todas as tartarugas marinhas que vivem ea quarta maior réptil moderno por trás de apenas três espécies de crocodilos. Ele pode ser facilmente diferenciado de outras tartarugas marinhas modernas por sua falta de um escudo ósseo. Em vez disso, sua carapaça é coberta por pele e couro cabeludo oleoso. Dermochelys coriacea é a única espécie existentes da família Dermochelyidae.
O CEN é um habitat crítico para o assentamento de couro e um dos três locais de nidificação mais importantes para esta espécie nos Estados Unidos e em seus territórios , como confirmado pelo Serviço de Peixes e Vida Selvagem da EUA. Os dados coletados pelo Departamento de Recursos Naturais e Ambientais de Porto Rico em seu inventário de ninhos feitos 1993-2007 mostra uma contagem de 3.188 ninhos, com uma média de 213 ninhos de-couro por ano. O ano com o menor número foi em 1993, para um total de 79, e no ano com o maior número era de 2007, com 411 ninhos relatados. Praia San Miguel foi o local com a contagem mais alta, para um total de 1.181, durante o período da pesquisa, seguido por As Paulinas com 1.159 e 848 do Convento.
O couro é a maior tartaruga marinha do mundo, e tem sido na lista federal de espécies ameaçadas de extinção em os EUA desde 1970.

### Terrenos

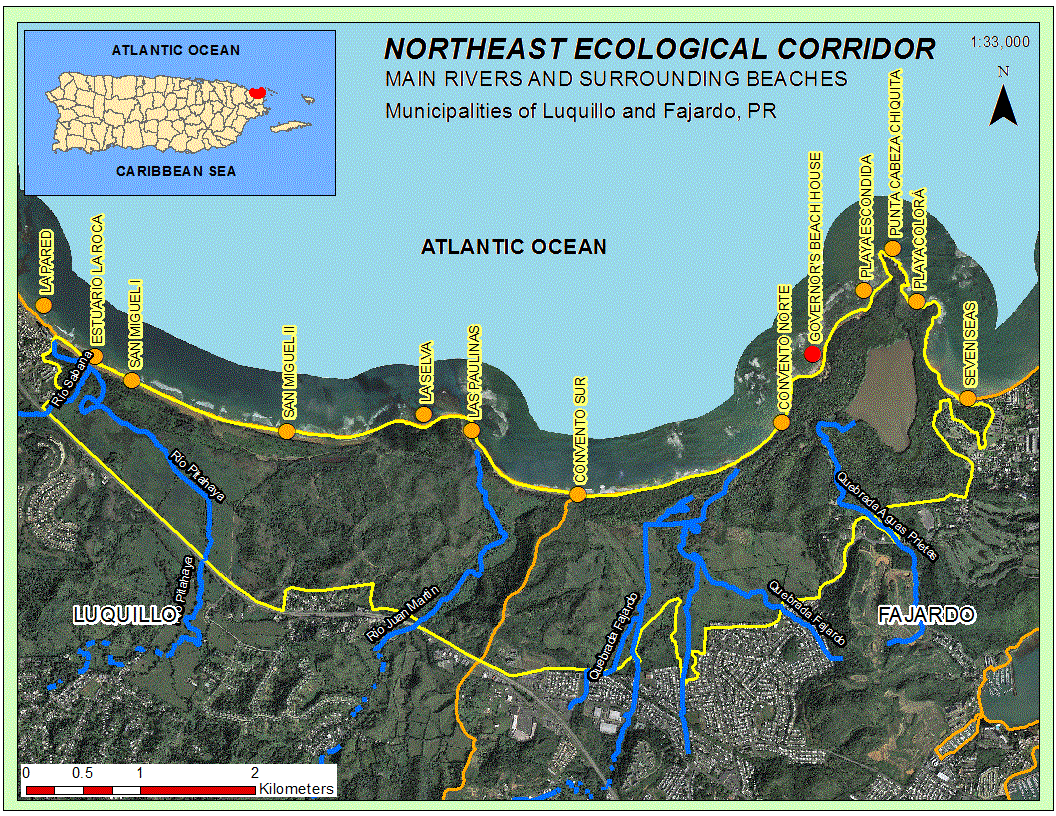
Fotografia aérea da Reserva Naturais Corredor Ecológico do Nordeste de Porto Rico, com seus principais rios e praias vizinhas

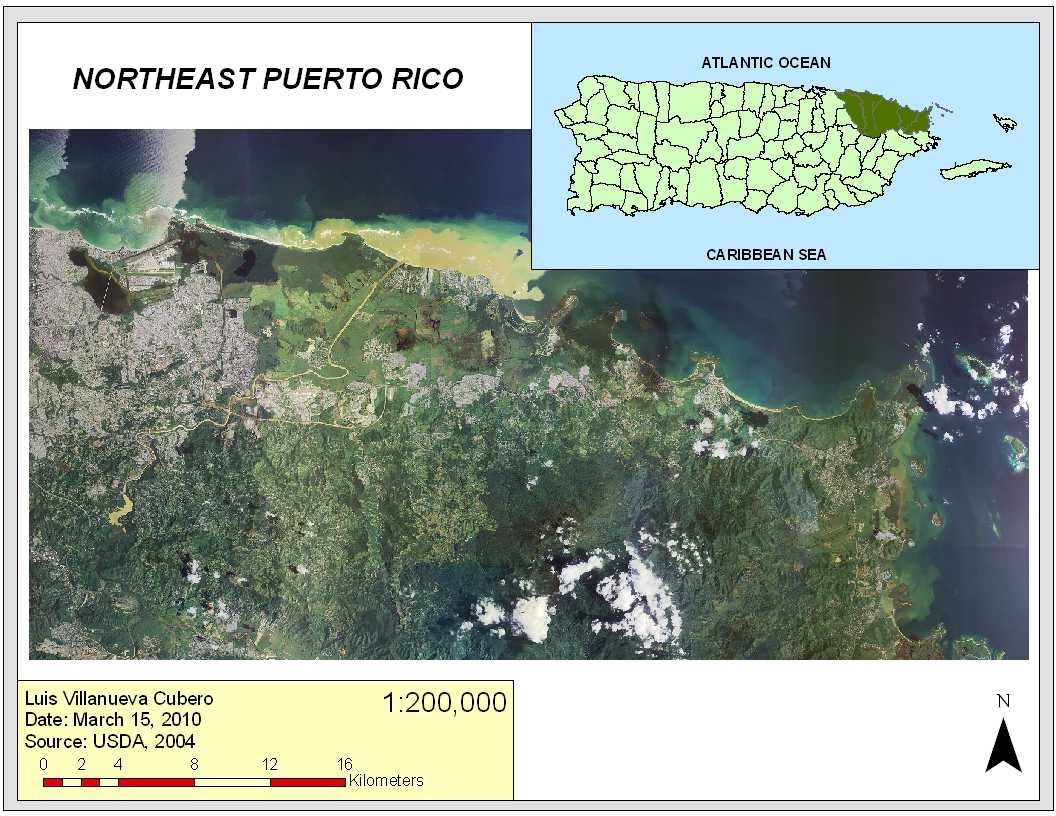
Fotografia aérea do nordeste do Porto Rico

As grandes plantações de cana se estabeleceu em algumas das terras que estão agora dentro do CEN. Após o abandono da terra, devido ao declínio da indústria açucareira em Porto Rico, deu lugar ao reflorestamento. No entanto, acredita-se que um pedaço de terra da floresta pré-colombiana dentro CEN derca montar uma praia El Convento. O CEN tem várias praias, algumas delas procurados pelos amantes da areia e sol em busca de consolo, e surfistas, incluindo: San Miguel, Pauline, El Convento (norte), El Convento (sul), La Selva Escondida, Colorá e Seven Seas.
O CEN está localizado ao norte de El Yunque National Forest e da floresta pode gerar alguma da umidade necessária para que, uma vez levado pelos ventos alísios, El Yunque continua a ser uma floresta tropical. Na região de 21 quilômetros (13 milhas) composto do Corredor Ecológico do Nordeste, Las Cabezas de San Juan e El Yunque National Forest, são cada uma das seis zonas de vida identificados em Porto Rico, um fenômeno natural único. Mudanças na precipitação e temperatura elevação observados nesta área é um dos gradientes ambientais mais ecléticos em todo o Caribe. Isso tem promovido uma extraordinária biodiversidade da região.
As florestas tropicais em substrato vulcânico são zonas de transição entre as florestas úmidas e secas nos vales da costa, que são encontrados em substrato aluvial e arenoso, semelhante aos encontrados nas planícies do CEN e florestas de altitude mais baixas florestas úmidas no substrato vulcânico, como o El Yunque National Forest. Eles têm sido objecto de grandes perturbações em Porto Rico, por isso é difícil de encontrar povoamentos naturais. Espécies endêmicas como a coruja de Porto Rico (Megascops nudipes) habitam regularmente esta associação planta. Este pássaro não foi documentada no CEN, para que a restauração deste ecossistema pode proporcionar uma oportunidade para reintroduzir esta e outras espécies na área, melhorando a conectividade entre a região oriental e montanhosa costeira da ilha.
Há cerca de dez caminhos e estradas de terra de vários funcionários, em sua maioria moradores locais, para entrar nas praias ou áreas de floresta para a recreação. Nem todos os caminhos são adequados para veículos de quatro rodas.

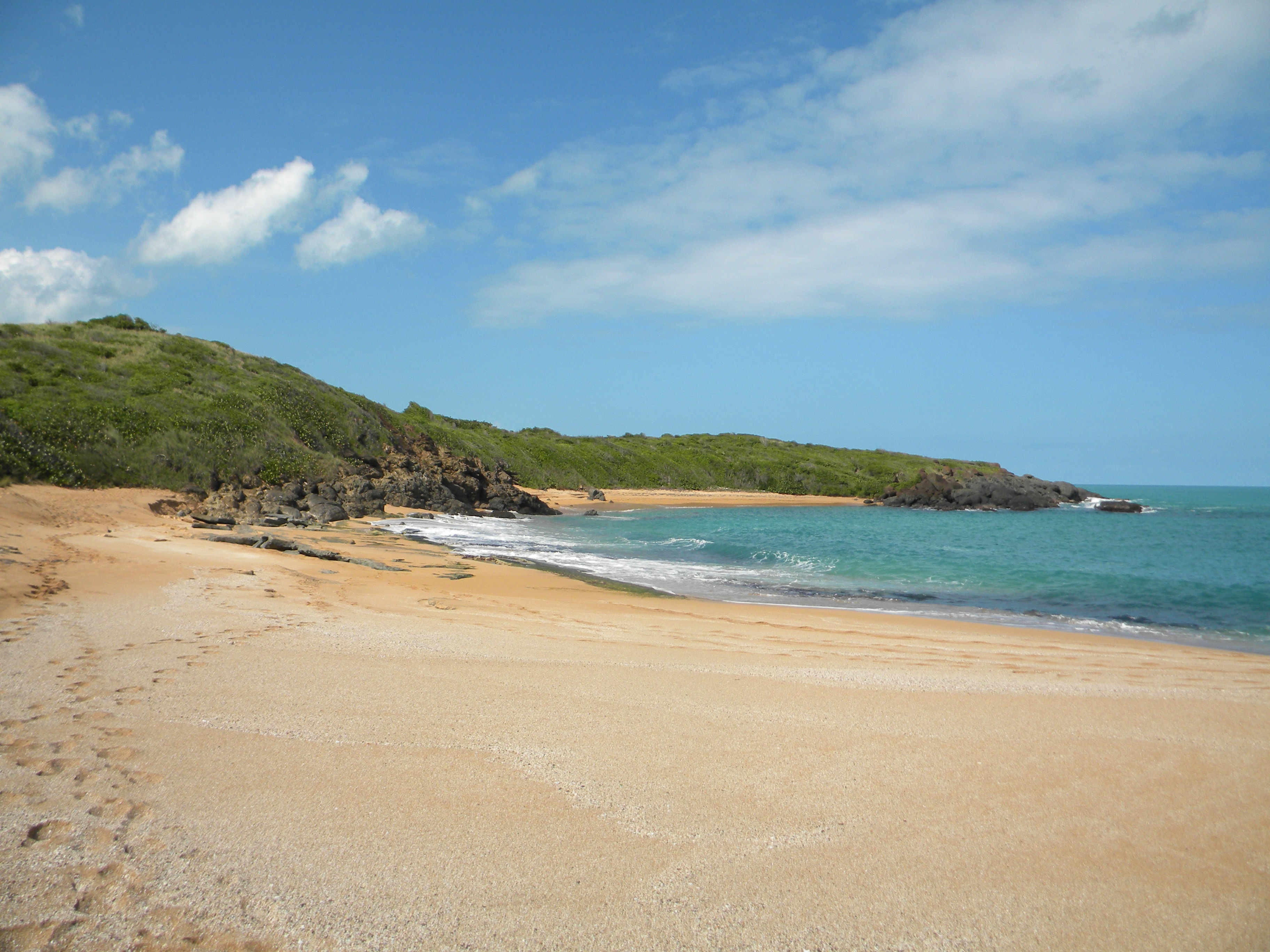
Praia Colorá, Fajardo, Puerto Rico, localizado perto da extremidade oriental do Corredor Ecológico do Nordeste

### Clima
O alto nível de precipitação faz nordeste Puerto Rico um lugar relativamente úmido; novembro é quando chove mais e no mês mais seco é de março. O verão traz altos na década de baixos em 30°C (90°F), que descem aos 20s°C (70°F) durante a noite. Durante todo o inverno, as temperaturas atingem superiores 20s°C (80°F), abaixo de 10°C (60°F) durante a noite.
Foram identificados no CEN três zonas geo-climáticas. Estes são a floresta seca subtropical em aluviões e outros sedimentos não consolidados, floresta subtropical úmido em aluviões e outros sedimentos não consolidados e floresta subtropical em rocha vulcânica alterada por fontes hidrotermais.

## Diverso

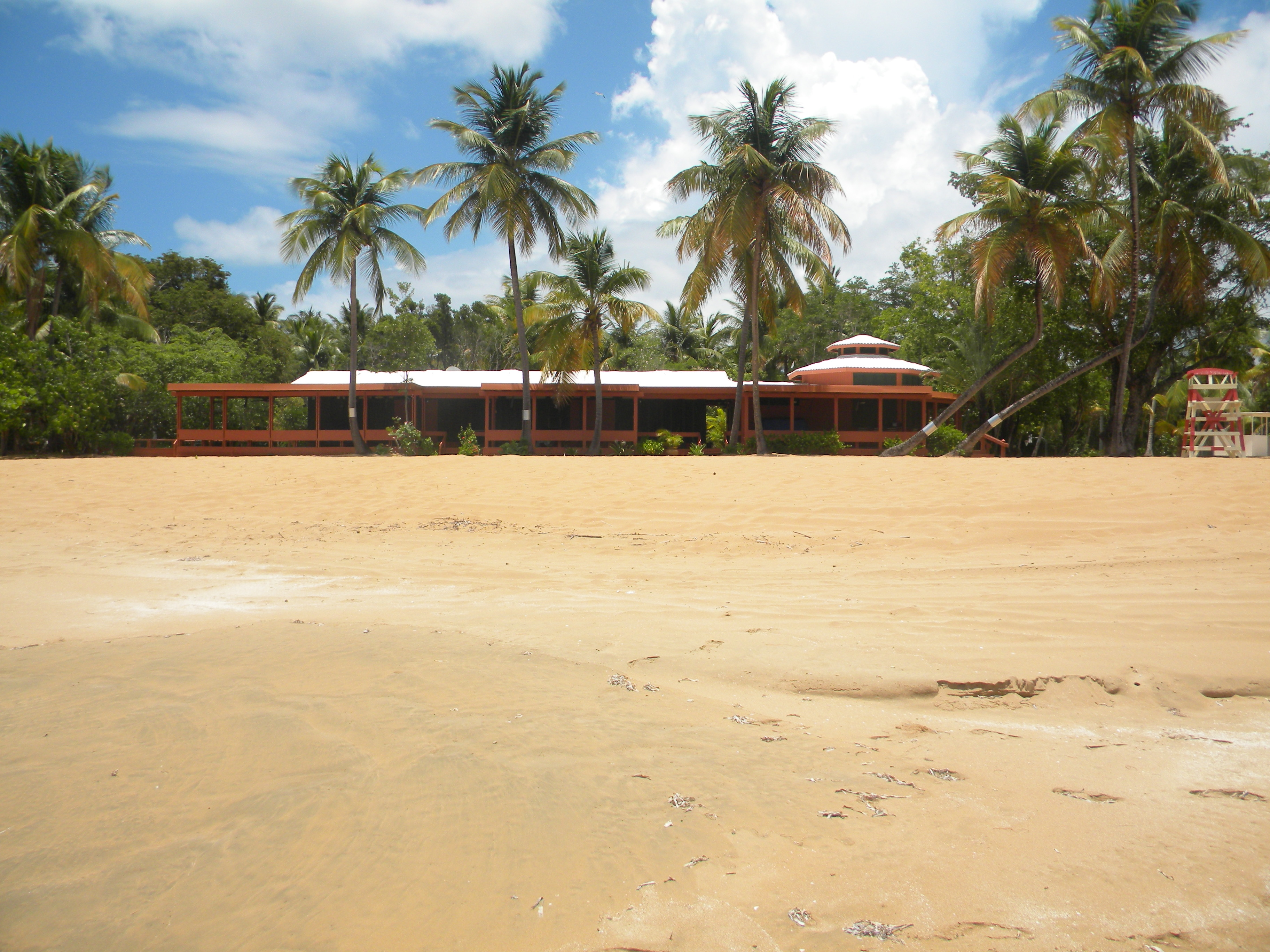
Casa de praia oficial de governador do Porto Rico, localizado na praia de El Convento, na cidade de Fajardo

Uma espécie de quíton originalmente coletadas em 1985 na Reserva Las Cabezas de San Juan Natureza, perto do CEN, foi confirmado como uma nova espécie em 2010 sob o nome de (Lepidochitona Rufoi) em honra de biólogo marinho Rufus M. Vega-Pagán
Várias cenas de filmes de Hollywood foram filmados no CEN incluindo: Che, Rum Diary, ea versão Syfy Canal da Ilha do Tesouro de 2012 e Teen Beach Movie filmado em 2013.
Na praia El Convento, ao longo de quilômetros de costa que se estende entre subdesenvolvido Fajardo e Luquillo é a casa oficial do governador de Porto Rico praia, uma cabana rústica.